# Gare de Villeperdue
La gare de Villeperdue est une halte ferroviaire française de la ligne de Paris-Austerlitz à Bordeaux-Saint-Jean, située sur le territoire de la commune de Villeperdue, dans le département d'Indre-et-Loire, en région Centre-Val de Loire.
C'est aujourd'hui une halte ferroviaire de la Société nationale des chemins de fer français (SNCF), desservie par des trains TER Centre-Val de Loire circulant entre Tours et Port-de-Piles ou Poitiers.

## Situation ferroviaire
Établie à 109 m d'altitude, la gare de Villeperdue est située au point kilométrique (PK) 258,187 de la ligne de Paris-Austerlitz à Bordeaux-Saint-Jean, entre les gares de Monts et de Sainte-Maure - Noyant.

## Histoire
La gare est ouverte le 15 juillet 1851.
En 2018, la SNCF estime la fréquentation annuelle de cette gare à 38 976 voyageurs. Ce nombre s'élève à 40 080 pour 2017.

## Service des voyageurs

### Accueil
Halte SNCF, c'est un point d'arrêt non géré (PANG), équipé de deux quais avec abris. Le passage d'une voie à l'autre se fait un passage supérieur.

### Desserte
Villeperdue est desservie par des trains du réseau TER Centre-Val de Loire circulant entre Tours et Port-de-Piles. Au-delà de Port-de-Piles, certains sont prolongés ou amorcés à Poitiers.

### Intermodalité
Un parking pour les véhicules est disponible à proximité.

## Service des marchandises
La gare est ouverte au trafic du fret.